# Pourtalesia tanneri
Pourtalesia tanneri ist eine kleine Art der irregulären Seeigel aus der Familie Pourtalesiidae. Sie gehört zum Benthos der Weichsedimente in der Tiefsee und kommt im Ostpazifik vor, vom Golf von Kalifornien, über die Galapagos-Inseln bis nach Chile. Sie lebt in einer Tiefe von 1450 bis 2389 m.

## Beschreibung und Ökologie
Wie bei allen Pourtalesiiden handelt es sich bei Pourtalesia laguncula um einen irregulären Vertreter der Seeigel, d. h. die Tiere geben ihre Pentaradiärsymmetrie während der Ontogenese auf und entwickeln sekundär eine Bilateralsymmetrie. Die Tiere überschreiten eine Länge von 20 mm und bleiben damit kleiner als die übrigen bekannten Arten der Gattung Pourtalesia. Wie bei anderen Vertretern der Holasteroida fehlt diesen irregulären Seeigeln die Laterne des Aristoteles. Die Tiere ernähren sich vom Meeresschnee, der aus höher gelegenen Wasserschichten herabsedimentiert. Die Tiere nehmen den Sedimentboden auf und filtrieren die in geringer Konzentration verfügbaren Nährstoffe daraus.